# 克布爾山脈
78°0′S 164°9′E / 78.000°S 164.150°E
克布爾山脈（英語：Keble Hills）是南極洲的山脈，位於斯科特海岸，包含墨菲峰、漢德利山、奧傑爾山和科拉爾山，最高點海拔高度1,300米，以新西蘭植物學家命名，現時由南極條約體系管理。